# أبو منصور عيسى
أبو منصور عيسى(341-369ه/952-980م) بن أبي الأنصار عبد الله البورغواطي أحد حكام برغواطة تولى بعد أبيه أبي الأنصار عبد الله وحكم حتى قتله بلكين بن زيري